# Torpilă
Torpila este o armă submarină prevăzută cu motor propriu (autopropulsată) și cu încărcătură explozivă, care se lansează împotriva unei nave inamice de pe o navă de luptă, din avion sau de pe coastă.

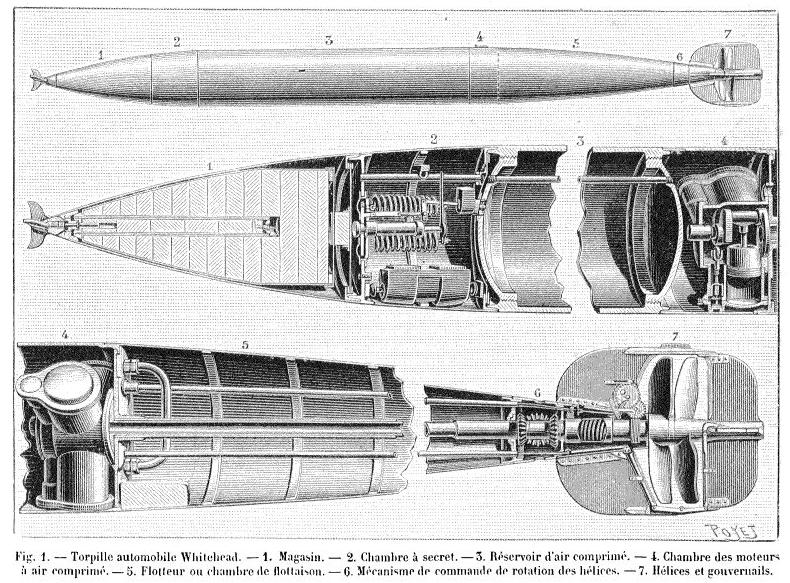
Torpilă Whitehead

Torpila a fost inventată în 1866 de Robert Whitehead, fiind perfecționată ulterior.
Prima utilizare a torpilei a fost în 1878, în timpul războiului ruso-turc, când monitorul turcesc Hivzi-Rahman a fost scufundat în Dunăre la 9 kilometri în amonte de Brăila de către șalupele "Rândunica" (rechiziționată de trupele rusești și redenumită conjunctural Țarevici) și Xenia încărcate fiecare cu câte două torpile pe școndru (o tijă din lemn, lungă de 8 m) fixat la prova, pe un furchet. Acest gen de încărcătură explozivă, denumit oarecum impropriu "torpilă", era manevrat manual de către marinari, care o împingeau cu putere în copastia navei inamice. Șocul provoca explozia. Nava "Hivzi Rahman" s-a scufundat după două astfel de lovituri consecutive. Deși la bordul șalupei "Rândunica" a fost delegat ca oficial maiorul Dubasov, echipajul șalupei "Rândunica" a fost condus în această misiune de către viitorul comandant al Marinei Române, amiralul Ioan Murgescu. Cu toate că marina rusă a fost inexistentă în această fază a războiului, toate navele fiind românești, succesul a fost revendicat de trupele imperiale. Maiorul, pe atunci, Murgescu a fost totuși decorat de Marele Principe Nicolae, la Brăila.
Aceasta a fost prima și ultima utilizare a "torpilei pe școndru" în România. Acest gen de armă comporta un pericol mai mare pentru utilizator decât pentru victimă. Dovada cea mai clară este scufundarea submarinului american "Hunley", care a folosit pentru prima dată torpila pe școndru pentru distrugerea unei nave inamice, în rada portului Charleston. În consecință, la următoarea acțiune, "Rândunica" a utilizat torpile clasice, care erau lansate din tuburi de lemn, fixate în bordurile navei.
Făcând abstracție de atipicele "torpile pe școndru", aceste arme se pot clasifica, după cum urmează:

## Tipuri de torpile
Torpilele pot fi de mai multe tipuri:
- după modul de conducere pe traiectoria spre țintă:
  - ghidate independent
  - teleghidate
  - autoghidate
- după sistemul de propulsie:
  - cu motoare termice
  - cu motoare electrice
  - cu motoare reactive
  - gravitaționale
- după mecanismul de amorsare a exploziei:
  - cu contact
  - acustice
  - optice
  - magnetice

Torpilele au corpul cilindric alungit, lungimea de cca 6 m, diametrul de 30 ... 70 cm și greutate de aproape o tonă. Corpul este divizat în conul de luptă ce conține explozibilul, sistemul de propulsie, mecanismele de reglare și control pe traiectorie, coada cu cârmele orizontale și verticale.
Cantitatea de explozibil poate fi de câteva sute de kilograme, precum și sistem pirotehnic și detonator. Există torpile și cu încărcătură nucleară.
Viteza torpilelor depinde de tipul constructiv și raza de acțiune, fiind între 25 și 50 Nd.
Torpilele pot fi lansate de pe navele militare de suprafață, de pe submarine sau din avioane și pot atinge ținte aflate la distanțe de sute de metri până la 15 ... 20 km.

## Torpila umană
Torpila umană este un tip de submarin de buzunar sau submarin pitic, o armă submarină de forma unei torpile, condusă spre țintă de unul sau doi scafandri de luptă.
În timpul celui de-al doilea război mondial, torpila umană a fost folosită de scafandrii de luptă italieni, englezi  și japonezi.
Torpila umană italiană numită maiale, servea doar ca vehicul de transport al scafandrilor de luptă și a încărcăturilor explozive. După fixarea minelor pe carena navelor inamice, scafandrii se îndepărtau cu aceeași torpilă.
Torpila umană japoneză sau kaiten avea o încărcătură explozivă proprie, pilotul fiind un kamikaze.

## Torpila cinematografică
Torpila cinematografică sau torpila Rebikoff după numele lui Dimitri Rebikoff ce a inventat-o în anul 1949, este un sistem de filmare subacvatică în formă hidrodinamică de torpilă, compus dintr-o cameră cinematografică, sistem de iluminat și sistem de propulsie.
A fost creată pentru a ușura deplasarea operatorului sub apă, precum și o mai bună manevrare a camerei de filmat.
La modelele mici ce cântăresc doar 2 kg sistemul de iluminat are o putere de 100 W fiind folosite pentru primplanuri, pe când sistemele profesionale au puteri de 600 W, 2400 W sau 10.000 W.